# Kalpokor Kalsakau
Kalpokor Kalsakau, né à Port-Vila en 1945, est un homme politique vanuatais, ministre des Finances au moment de l'indépendance du pays.

## Biographie
Fils d'un médecin autochtone, il est envoyé à Melbourne pour son enseignement secondaire, puis étudie l'administration publique à l'université du Pacifique Sud. Il travaille dans l'administration coloniale de ce qui est alors le condominium franco-britannique des Nouvelles-Hébrides, avant de devenir en 1973 directeur général d'une fédération de coopératives,. Son oncle George Kalsakau devient en 1977 le Premier ministre inaugural du pays.
Kalpokor Kalsakau devient membre du Vanua'aku Pati, le parti indépendantiste, et est élu député de Port-Vila au Parlement national aux élections de 1979. Le parti remporte le scrutin et Walter Lini forme le gouvernement qui mène le pays à l'indépendance l'année suivante ; il nomme Kalpokor Kalsakau ministre des Finances,. Dans le même temps son épouse Maria Kalsakau, d'origine fidjienne, devient la directrice du secrétariat du Parlement. Réélu député de la capitale aux élections de 1983, il conserve son ministère, mais rejoint l'Union des partis modérés pour les élections de 1987 et se présente dans la circonscription rurale d'Éfaté, où il est battu, mettant un terme à sa carrière politique,. Il se consacre dès lors à une carrière dans le monde des affaires.